# فیلیپ رامبی
فیلیپ رامبی (انگلیسی: Philippe Rombi؛ زادهٔ ۳ آوریل ۱۹۶۸) آهنگساز اهل پادشاهی فرانسه است.